# Paraśakti

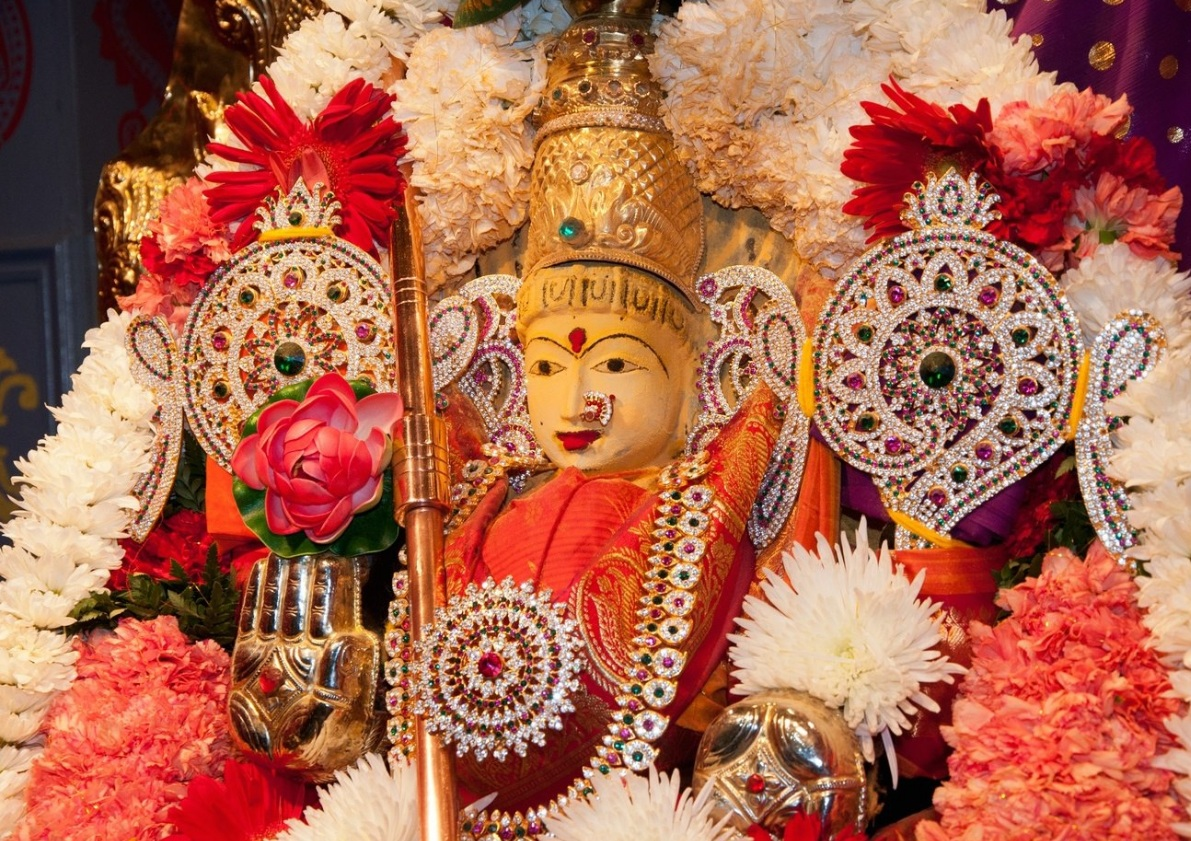
Idolo di Paraśakti in un tempio.

Paraśakti (in sanscrito पराशक्ति, con grafia inglese Parashakti) o Parā è una delle tre dee principali nel sistema Trika dello scivaismo kashmiro insieme ad Aparā e Parparā. Nella prospettiva siddhantica, Parashakti è la controparte di Paramshiva. Paramshiva descrive la forma definitiva di Shiva. Parashakti è il potere di questo Shiva primordiale, che è emanato da Paramshiva. Adi Parashakti è usato per descrivere la forma definitiva di Parvati. Parashakti è onnipervadente, pura coscienza, potere e sostanza primordiale di tutto ciò che esiste e ha la forma Mahamaya a differenza di Parashiva che è senza forma. Un Parashakti come essere supremo dello Shaktismo puranico e di Sri Vidya ottenne il nome di Adi Parashakti e Maheshvari-Devī.

Una riproduzione schematica del triśūlābjmaṇḍala, il mandala del tridente e dei loti, adoperato in uno dei culti visionari della scuola del Trika. Le tre dee del Trika sono immaginate sui rebbi del tridente, che quindi l'adepto visualizza nel proprio corpo ripercorrendo tutti e 36 i principi costitutivi della manifestazione cosmica, dalla terra a Śadaśiva, steso immobile sotto i rebbi in corrispondenza della sommità del suo capo, e oltre, fino alle tre dee supreme, Parāparā, Parā, Aparā, il divino assoluto.

## Para in Trika
Trika è una tradizione religiosa dello Shivaismo kashmiro caratterizzata da una serie di triadi, che hanno una valenza più metafisica che religiosa. Il nome, Trika, deriva dalla triade delle dee Parā (la Suprema), Parāpara (la Suprema-Infima) e Aparā (l'Infima), considerate manifestazioni dell'Assoluto nei tre livelli della Realtà e concepite come tre potenze di Śiva attive in questi tre livelli rispettivamente. Para significa la forma più alta e al di là della portata della comprensione umana mentre perde la sua supremazia e manifesta Parapara, il livello mediocre. Mentre perde ulteriormente la sua forza, diventa Apara. Questi tre aspetti simboleggiano Shiva, Shakti e Atman nella prospettiva filosofica di Trika. Questa triade rappresenta i tre rebbi della Trishula di Shiva e possono essere meditati nel Trishulabja Mandala.

## Para in Siddhanta
Secondo Saiva Siddhanta, la parte inferiore (piedistallo) di Shiva lingam rappresenta Parashakti mentre la parte superiore (pietra ovale) rappresenta Parashiva.